# Hermosa Beach
Hermosa Beach je město (city) v okrese Los Angeles County ve státě Kalifornie ve Spojených státech amerických. Žije zde přibližně 20 tisíc obyvatel a je tvořené rezidenčními oblastmi. Leží na pobřeží Tichého oceánu v jižní části zálivu Santa Monica Bay. Město se nachází v jižní části okresu, 25 kilometrů jihozápadně od centra Los Angeles, a je součástí metropolitní oblasti Velké Los Angeles. Sousedí s městy Manhattan Beach a Redondo Beach.
Přibližně ve střední části pobřeží se na konci ulice Pier Avenue nachází molo Hermosa Beach Pier. Zde leží jedno z hlavních center města. Podél pláže vede stezka The Strand, která v délce 32 kilometrů spojuje Redondo Beach na jihu a Santa Moniku na severu. Středem města prochází Pacific Coast Highway (pacifická pobřežní dálnice).

## Historie
Územím pozdějšího města Hermosa Beach procházela od roku 1888 železniční trať spojující Los Angeles, Inglewood a Redondo Beach (její trasu zachovává park mezi ulicemi Valley Drive a Ardmore Avenue). Roku 1900 zde na zakoupených pozemcích kolem pláže začalo vznikat nové město. V letech 1902–1903 byla postavena meziměstská elektrická trať z Los Angeles přes Culver City a Playa del Rey, a dále po pobřeží do Redondo Beach, která byla na území Hermosa Beach vedena ulicí Hermosa Avenue. Zástavba se úspěšně rozvíjela, roku 1904 bylo postaveno molo. Městská samospráva byla zřízena v roce 1907.

## Fotogalerie

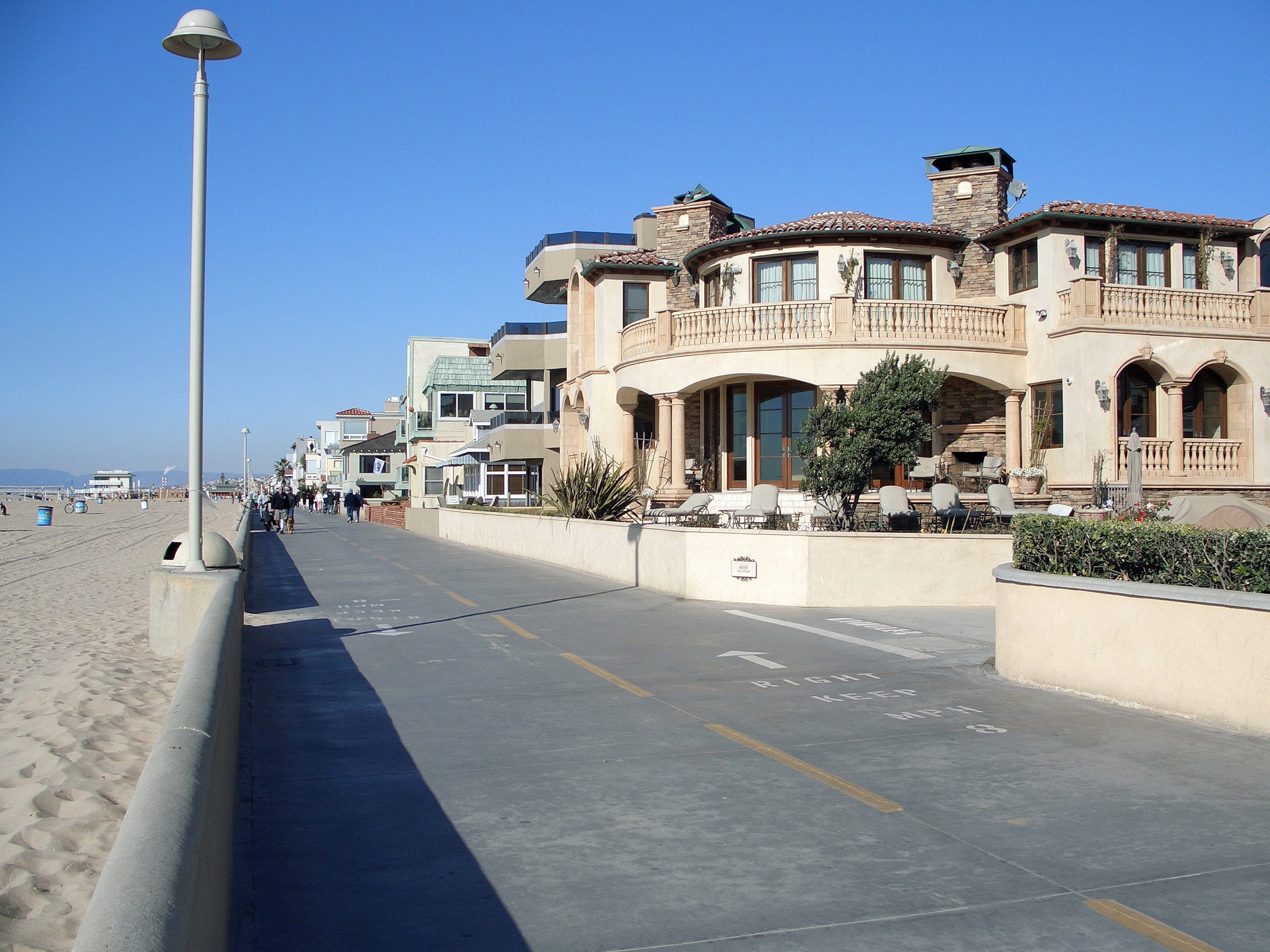
Promenáda The Strand
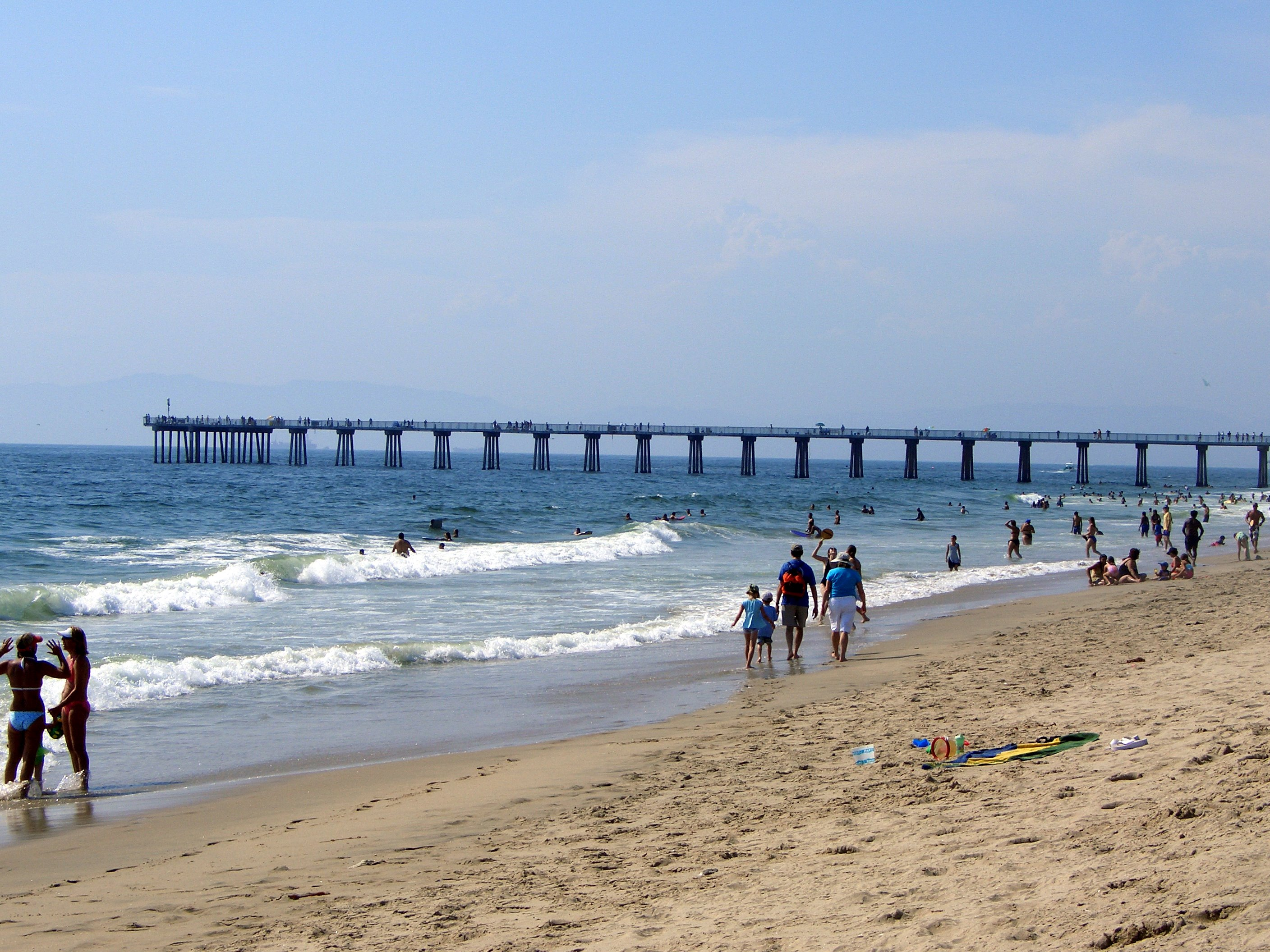
Městské molo
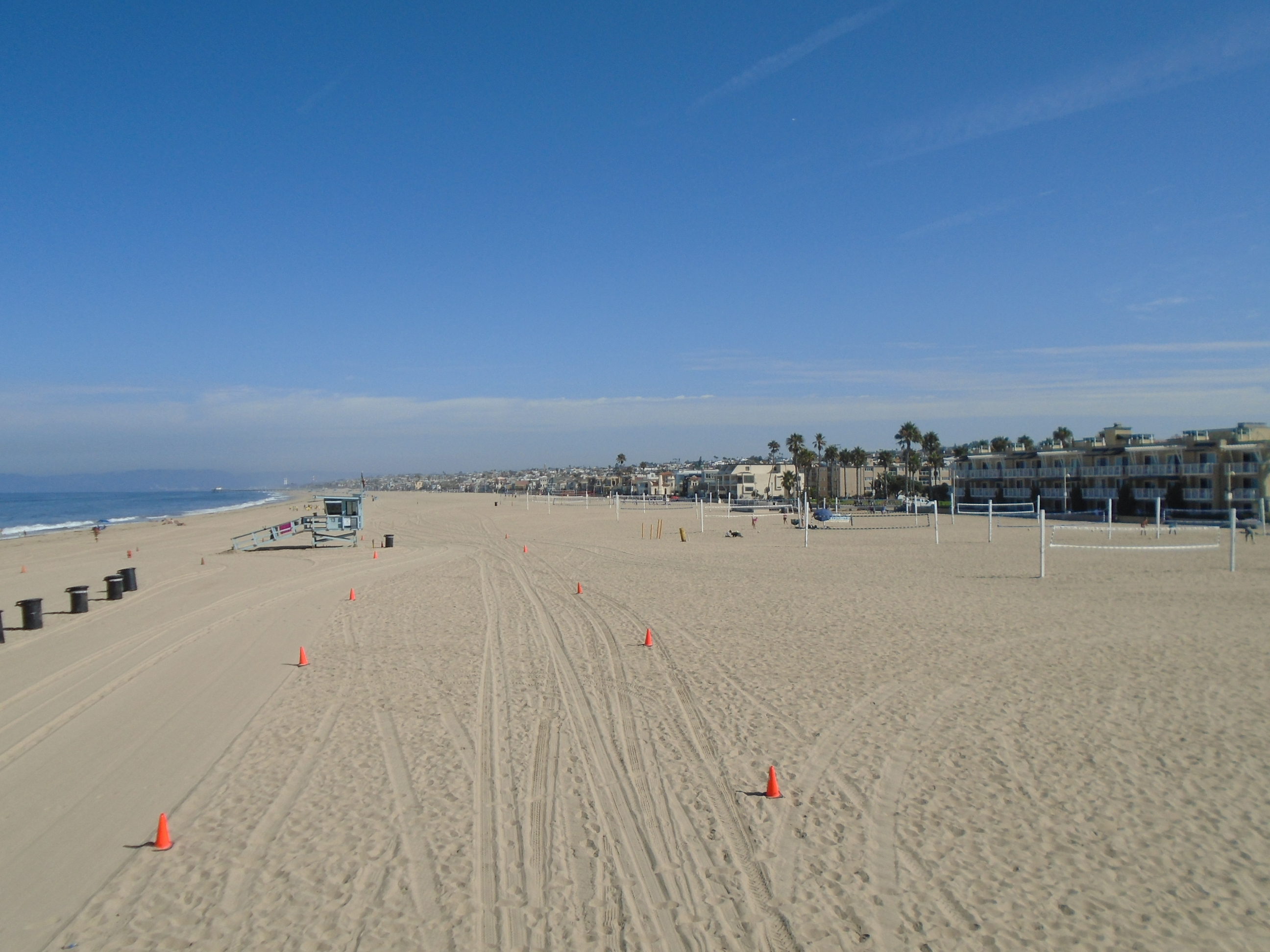
Městská pláž
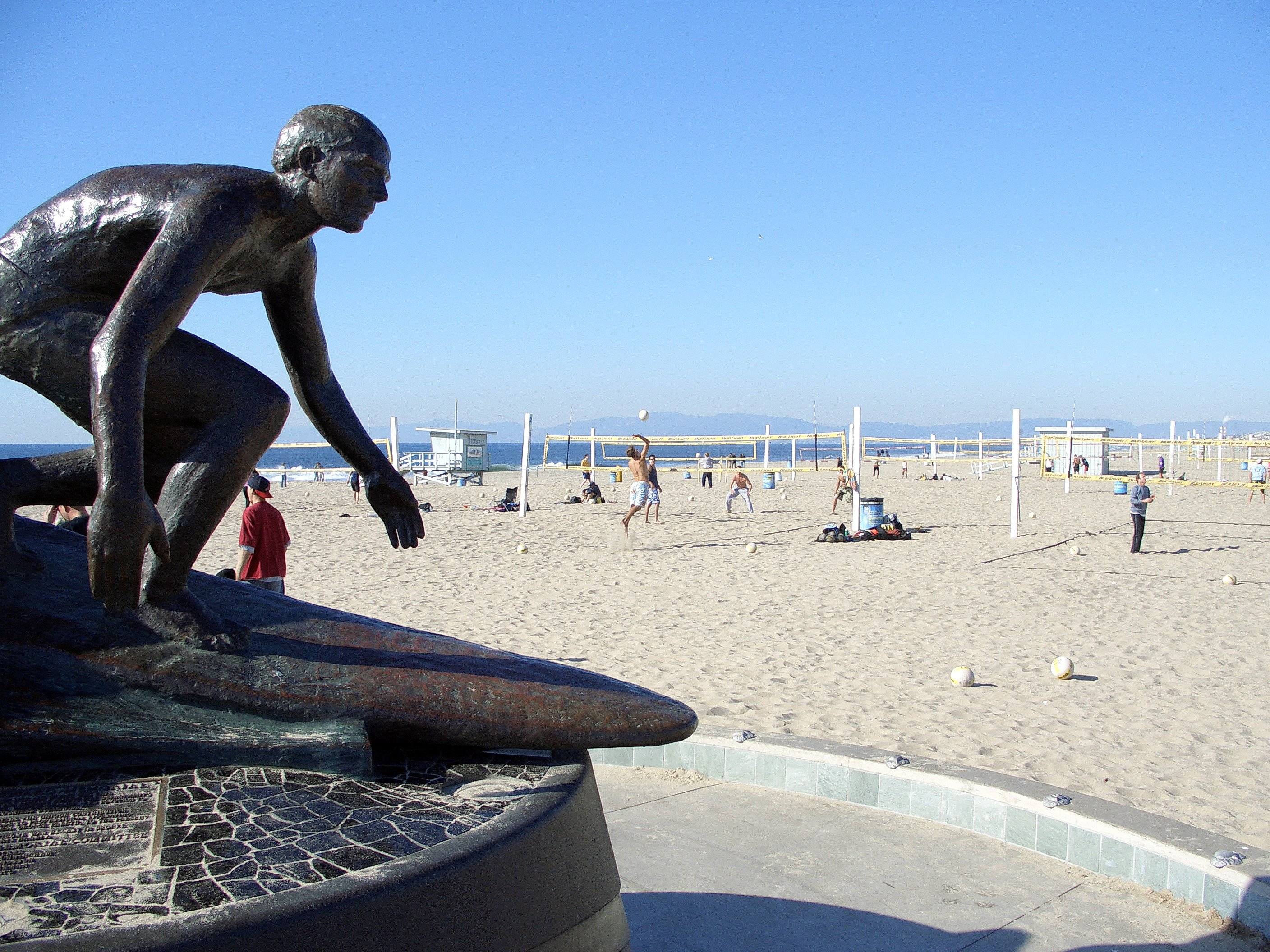
Socha surfaře
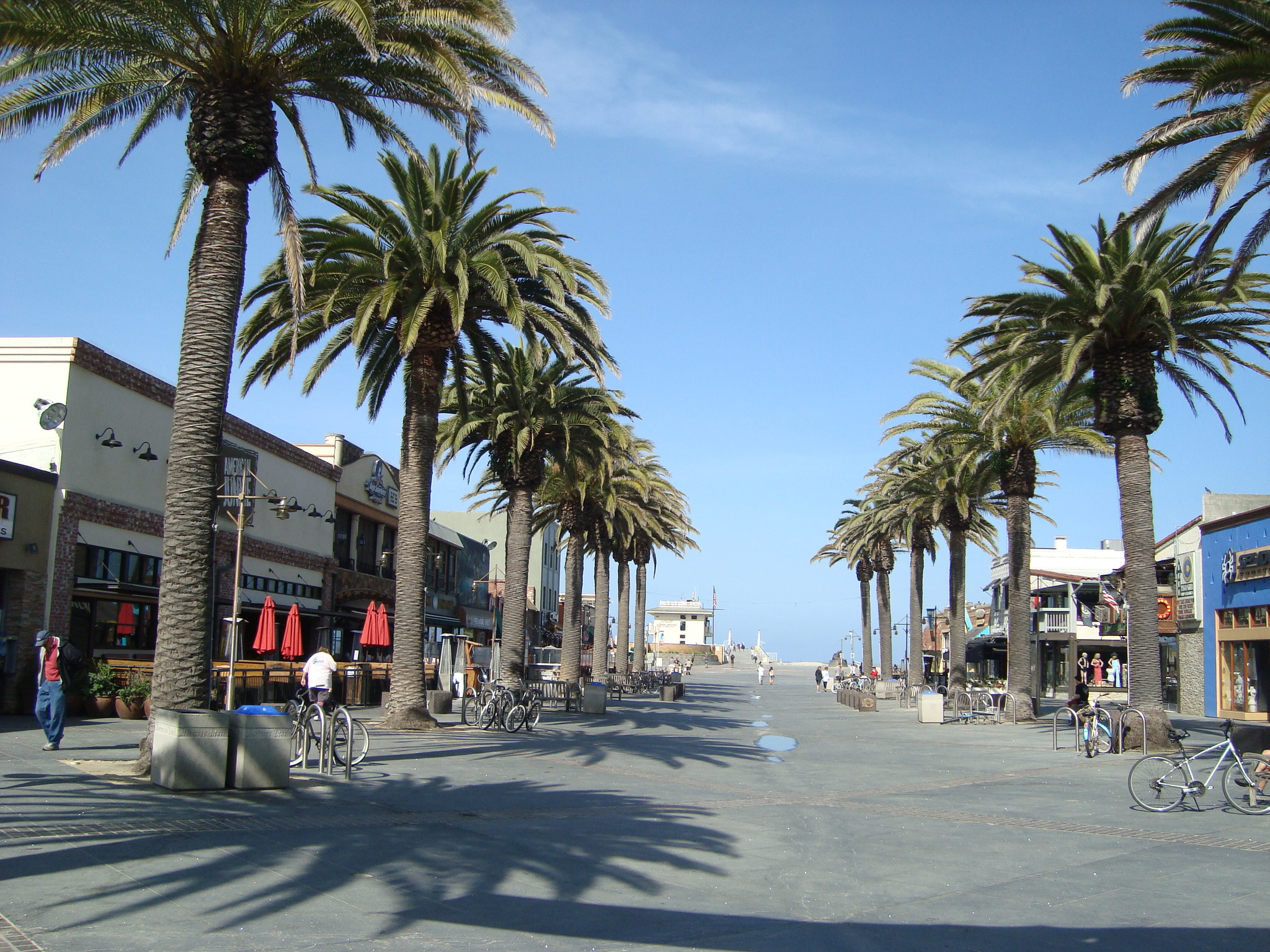
Ulice Pier Avenue
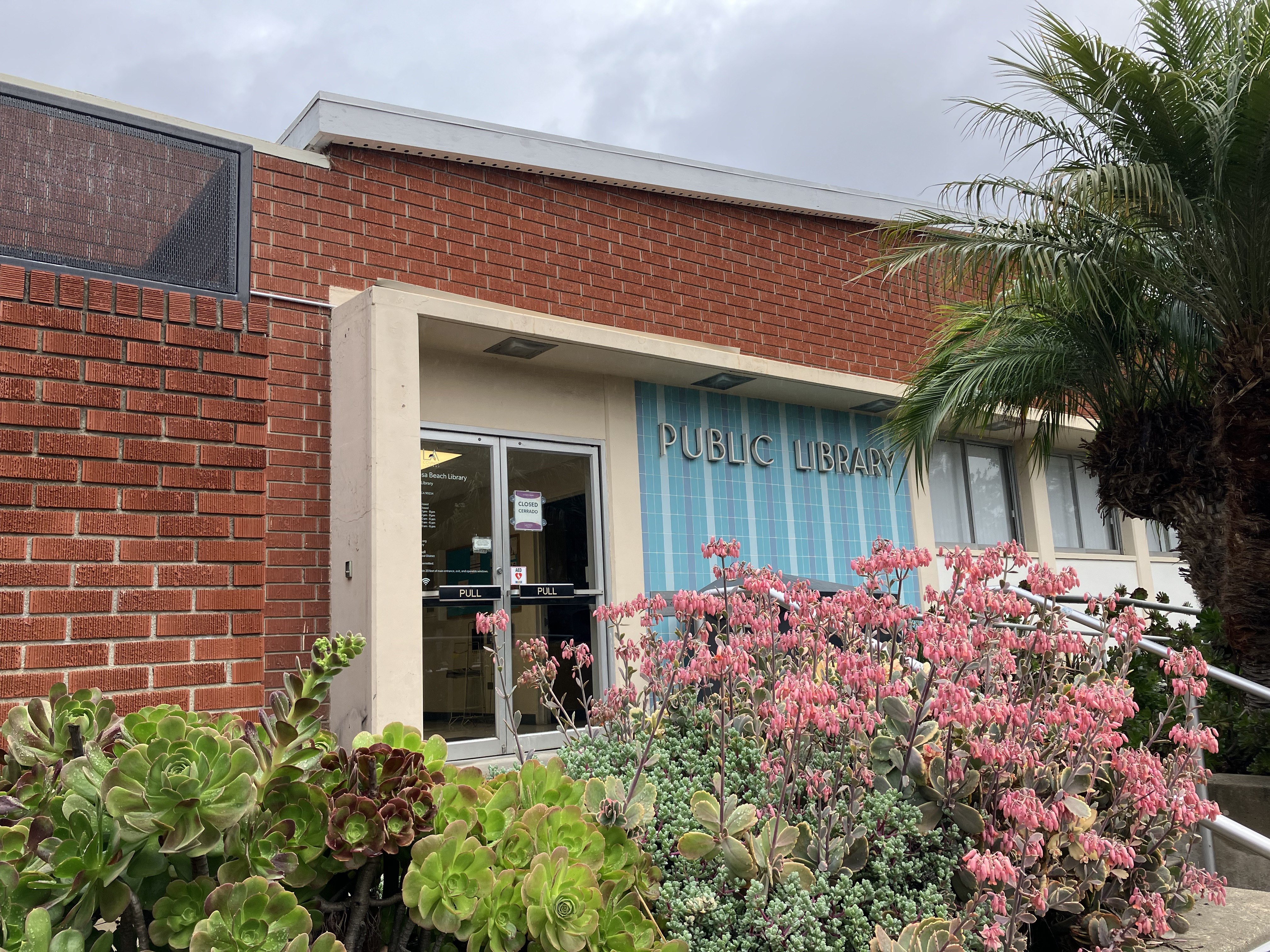
Městská knihovna
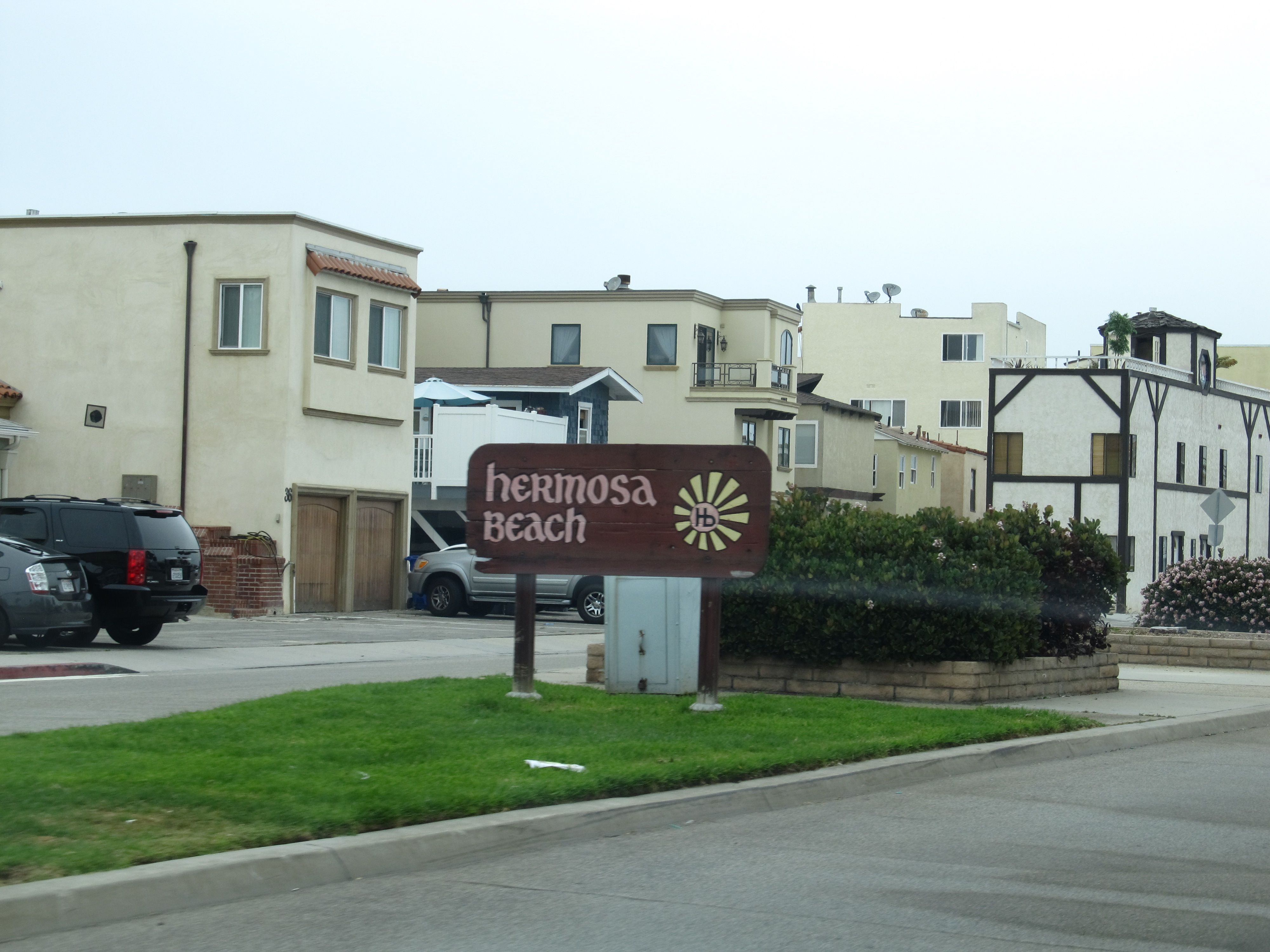
Jižní konec ulice Hermosa Avenue